# Es geschah morgen
Es geschah morgen (alternativ auch Was morgen geschah, Originaltitel: It Happened Tomorrow) ist eine US-amerikanische romantische Komödie aus dem Jahr 1944 unter der Regie von René Clair. Die Geschichte über einen Journalisten, gespielt von Dick Powell, der in seiner Zeitung von Ereignissen berichtet, die in der Zukunft liegen, also erst morgen geschehen, beinhaltet wirre Situationen, die dank einer brillanten Montage und einfallsreicher Bildsprache filmisch aufgelöst werden. Die weiteren Hauptrollen sind mit Linda Darnell und Jack Oakie besetzt.
Das Drehbuch beruht auf einer Komödie von Lord Dunsany nach einer Story von Hugh Wedlock Jr., dem Roman von Howard Snyder und einer Idee von Lewis R. Foster.

## Handlung
Larry und Sylvia Stevens begehen demnächst ihre Goldene Hochzeit. Larry möchte das zum Anlass nehmen, eine Geschichte zu veröffentlichen, die sich vor 50 Jahren zugetragen hat. Solange ist es her, dass er seine Ernennung zum Reporter der Evening Post, „seiner“ Zeitung, feiern konnte. Damals, kurz bevor das 20. Jahrhundert begann, behauptete er, dass er zehn Jahre seines Lebens dafür geben würde, wenn er heute schon die Nachrichten von morgen kennen würde. Lachend forderte er den alten Archivar Pop Benson heraus, ihn doch einmal mit Nachrichten aus der Zukunft zu versorgen und neckte ihn, ob es nicht langweilig sei, immer in den alten Zeitungen herumzukramen. Pop jedoch warnte ihn, dass es gefährlich sein könne, die Zukunft zu kennen.
Ein Plakat des Hellsehers und Wahrsagers Oscar Cigolini veranlasst Larry dazu, am Abend dessen Show zu besuchen. Cigolinis Nichte Sylvia Smith, die dem Künstler assistiert, macht großen Eindruck auf den jungen Reporter. Er verabredet sich mit Sylvia für den nächsten Tag. Als er an diesem Abend nach Hause kommt, starrt er entgeistert auf die Zeitung, die ihm der alte Benson am Morgen überreicht hatte, die sich nun allerdings als Ausgabe des nächsten Tages herausstellt und von Ereignissen berichtet, die noch gar nicht geschehen sind. Ab nun wiederholt es sich in unregelmäßigen Abständen, dass Stevens eine Zeitung von morgen erhält, was ihm unglaubliche Vorteile als Reporter verschafft, aber nicht nur das, er gerät durch sein Wissen auch in Situationen, die ebenso gefährlich wie auch haarsträubend sind. Er kann aber auch eingreifen, damit schlimme Nachrichten, nicht wahr werden. So rettet er Sylvia vor dem Ertrinken, gerät in einen Banküberfall und sogar in einen in der Oper geplanten Mord.
Allerdings versucht Larry auch, Profit aus seinem Wissen zu schlagen, indem er die Rennergebnisse beim Trabrennen des nächsten Tages für sich nutzen will, um ans große Geld zu kommen. Er gerät deswegen in einen Konflikt mit Oscar Cigolini. Einige Tage später muss er in der Zeitung lesen, dass er in einem Hotel erschossen worden ist. Verzweifelt tut er alles, damit diese Vorhersage seiner Zukunft nicht wahr wird. Zuerst einmal heiratet er Sylvia, um die junge Frau im Falle seines Todes abzusichern. Die Nachricht über Larrys Tod stellt sich dann aber als Irrtum der Polizei heraus. Larry hatte den Gauner Shep, der ihm die Brieftasche entwendet hatte, bis aufs Dach eines Hotels verfolgt, wo beide durch den Kamin in die Hotellobby fielen. Dort hatte Shep seine Waffe gezogen, was von zwei Polizisten gesehen wurde, die Shep daraufhin erschossen. Da Shep Larrys Brieftasche bei sich trug, verbreitete sich die Nachricht, dass der Reporter Larry Stevens in einer Hotellobby erschossen worden sei, und fand so auch Eingang in die Zeitung.
Larry jedoch ist unglaublich erleichtert, dass er am Leben ist und sich die Meldung von morgen in einer solch’ für ihn glücklichen Weise aufgelöst hat. Mit Sylvia zusammen steht er im Regen und träumt von einer langen, glücklichen Zukunft. Sie benutzen die Evening News als Schutz vor dem auf sie einprasselnden Regen und träumen darunter von ihrer Goldenen Hochzeit.

## Produktion, Hintergrund, Soundtrack
Die Dreharbeiten erstreckten sich über den Zeitraum Anfang Oktober bis Mitte Dezember 1943, einige Zusatzszenen wurden am 24. Dezember 1943 gedreht. Zusätzliche Dialoge stammen von Helene Fraenkel, die Filmbauten von Ernő Metzner, die Ausstattung von Emile Kuri und die Kostüme von René Hubert.
Laut Hollywood Reporter und der New York Times kaufte Frank Capra die Ursprungsgeschichte, auf der der Film basiert, von Hugh Wedlock, der wiederum auf den Roman von Howard Snyder zurückgriff. Dann entdeckte Capra jedoch, dass die eigentlichen Rechte bei Lord Dunsany lagen. Um eine Plagiatsklage zu vermeiden, kaufte er diese Rechte ebenfalls. Nachdem Capra von der Armee angeworben worden war, verkaufte er die Rechte an den Produzenten Arnold Pressburger weiter. Dieser war von der Story sehr angetan und warb René Clair für die Regie an. Beide Männer waren sich einig, Dudley Nichols für die Erstellung des Drehbuchs gewinnen zu wollen. Clair hatte gehofft, Cary Grant für die Rolle des Reporters Larry Stevens zu bekommen. Nichols und Clair beschlossen sodann, die Handlung Ende 1890 spielen zu lassen, um jede Verbindung zum derzeitigen Krieg auszuschließen. Am 3. Juli 1944 strahlte Lux Radio Theatre eine Adaption der Geschichte mit Don Ameche aus.
Es geschah morgen gehörte nicht zu René Clairs bevorzugten Filmen, obwohl er ihm bescheinigte, dass die letzten zwanzig Minuten des Films das Beste gewesen seien, was er in Hollywood gemacht habe. Der Film war jedoch ein Publikumserfolg für United Artists und erhielt zwei Oscarnominierungen, eine in der Kategorie „Beste Filmmusik“ (Drama/Komödie) für Robert Stolz und eine in der Kategorie Bester Ton für Jack Whitney. Robert Stolz musste sich Max Steiner und der Literaturverfilmung Als du Abschied nahmst geschlagen geben, Jack Whitney Edmund H. Hansen und der Filmbiografie Wilson.
Soundtrack
- Believe Me If All Those Endearing Young Charms, traditionelle Weise,
gesungen zu Beginn des Films
- I Would Not Die in Spring Time, Text von Stephen Foster als Milton Moore
gesungen von den Männern der Zeitung
- Ah, fors’ e lui aus La traviata von Giuseppe Verdi
vorgetragen von Jean Forward als Nellie Melba, als der Zeitungsjournalist und seine Freundin in der Oper an der Abendkasse warten
- Wedding March aus A Midsummer Night’s Dream, Musik von Felix Mendelssohn Bartholdy
gespielt auf der Hochzeit
- Light Cavalry Ouvertüre, Musik von Franz von Suppè
gespielt, als Larry und Cigolini auf der Jagd nach dem Dieb sind

## Kinostart
Der Film wurde in den Vereinigten Staaten erstmals am 25. Februar 1944 veröffentlicht und kam am 28. Mai 1944 dann allgemein in die Kinos und im Januar 1948 erneut. Der vollständige Titel in den USA lautet: René Clair’s It Happened Tomorrow. In Deutschland wurde der Film 1947 in einer untertitelten Version veröffentlicht und je nach Kino mit dem Titel Es geschah morgen oder dem Titel Was morgen geschah angekündigt. Am 13. Juli 1965 war er in der Bundesrepublik Deutschland erstmals im Fernsehen zu sehen. In Österreich wurde der Film unter dem Titel Was morgen geschah veröffentlicht. Weitere Veröffentlichungen:
- Mexiko: 14. September 1944 unter dem Titel Hoy es mañana
- Schweden: 9. Oktober 1944 unter dem Titel Det hände i morgon
- Australien: 1945, englischer Originaltitel
- Portugal: 15. Januar 1945 unter dem Titel Aconteceu Amanhã
- Frankreich: 19. September 1945 unter dem Titel C'est arrivé demain
- Dänemark: 7. April 1947
- Finnland: 16. Oktober 1953 unter dem Titel Tapahtui huomenna
- Belgien (französischer Titel): C’est arrivé demain und unter dem flämischen Titel Dit bebeurde Morgen
- Belgien (synchronisierte Version): C'est arrivé... demain
- Brasilien: O Tempo é uma Ilusão
- Spanien: Sucedió mañana
- Ungarn: Holnap történt
- Italien: Avvenne... domani und dem OT Ora X, colpo sensazionale
- Polen: Zdarzylo sie to jutro
- Jugoslawien (serbischer Titel/wörtlicher Titel): Sutrasnje novine

## Kritik
Von den Kritikern in Frankreich wurde der Film ganz überwiegend positiv beurteilt und wurde teils auch glühend gelobt oder als einer von Clairs besten Filmen bezeichnet. Gelobt wurde die „strenge Ästhetik“ des Films. Clair habe ein Thema aufgegriffen, das Voltaire oder Chamisso gefallen hätte, ein Thema, das ebenso gut für düstere Filme mit philosophischen Ansprüchen geeignet gewesen wäre. Clair habe mit diesem Film erneut sein Talent unter Beweis gestellt, wie in einem rhythmischen Ballett, würden alle Zahnräder perfekt ineinandergreifen und alles funktioniere mit einer Klarheit und scheinbaren Einfachheit.
Das Lexikon des internationalen Films war voll des Lobes und urteilte: „René-Clair-Komödie mit verblüffender Lösung. Ein ungetrübtes Vergnügen voll witziger Einfälle und heiterem Optimismus.“
Variety befand, dass der Film es verstehe, unterhaltend von der Wirklichkeit abzulenken und unter dem Strich viele prickelnde Momente liefere.
Dennis Schwartz, Ozus’ World, war der Ansicht, der Film ergehe sich zwar in Albernheiten, sei aber geistreich und lustig erzählt. Auch handele es sich um unterhaltsamen, gutherzigen und sorgfältig gestalteten Unsinn, was besonders auf einige Sketche zutreffe.
Timeout, London, äußerte, der Film sei nicht konstant so einfallsreich, wie er hätte sein können, verstehe es aber dennoch zu fesseln.

## Auszeichnungen, Nominierungen
- Oscarverleihung 1945
  - Jack Whitney nominiert in der Kategorie „Bester Ton“
  - Robert Stolz nominiert in der Kategorie „Beste Filmmusik“ (Drama/Komödie)